# Плоть (фільм, 1932)
Плоть (англ. Flesh) — американська мелодрама режисера Джона Форда 1932 року.

## Сюжет
Обдарований німецький борець Полокай закохується в колишню ув'язнену Лаурі, яка переконує його емігрувати до Америки і отримує його участь з кривими промоутерами.

## У ролях
- Воллес Бірі — Полокай
- Рікардо Кортес — Нікі
- Карен Морлі — Лора
- Джин Хершолт — містер Герман
- Джон Мільян — Вілард
- Херман Бінг — Пепі - метрдотель
- Вінс Барнетт — офіціант
- Грета Мейєр — місіс Герман
- Едвард Брофі — Долан - суддя